# بتا ری بیل
بتا ری بیل (به انگلیسی: Beta Ray Bill)یک شخصیت خیالی قهرمان است که در کتاب‌های کامیک مارول کامیکس وجود دارد؛ و برای اولین بار، در شمارهٔ ۳۳۷ ثور (Thor) در نوامبر ۱۹۸۳ معرفی شد.
او از معدود کسانی است که لیاقت بلند کردن پتک ثور را دارد.
بعد از اینکه در یک نبرد، او ثور را شکست داد و پتکش را بلند کرد،اودین تحت تاثیر قرار گرفت و دستور داد تا یک تبر به نام stormbreaker را برای بتا ری بیل درست کنند. اکنون او یکی از متحدین و دوستان ثور به شمار می رود.